# Krzywólka (stacja kolejowa)
Krzywólka – nieistniejąca towarowa stacja kolejowa w mieście Suwałki, w dzielnicy Krzywólka, w województwie podlaskim, w Polsce, znajdująca się na krańcu łącznicy nr 929 o długości 6,752 km, wiodącej ze stacji Papiernia.
Stacja obsługiwała znajdującą się nieopodal żwirownię.